# 圣安东尼奥-杜斯米拉格里斯
圣安东尼奥-杜斯米拉格里斯（葡萄牙語：Santo Antônio dos Milagres）是巴西皮奥伊州的一个市镇。总面积33.152平方公里，总人口1959人，人口密度59.1人/平方公里。